# S.T.A.L.K.E.R.: Тінь Чорнобиля
«S.T.A.L.K.E.R.: Тінь Чорнобиля» (англ. S.T.A.L.K.E.R.: Shadow of Chornobyl) — культова відеогра у жанрі шутера від першої особи з елементами survival horror та рольової гри, розроблена та випущена українською компанією GSC Game World для Microsoft Windows у 2007 році, для консолей у 2024 році. В Україні, та низці країн Східної Європи, видавцем виступила GSC World Publishing, у решті світу THQ, а в сервісах цифрової дистрибуції і на консолях GSC Game World. Дія гри відбувається в зоні відчуження Чорнобильської АЕС. Багато рівнів гри були створені на основі фотографій та документальних знімків, зроблених на реальній Чорнобильській АЕС і на околицях. Відповідно до сюжету гри, внаслідок нової катастрофи навколо електростанції з'явилися небезпечні «аномалії» та мутанти, а також дивні «артефакти». У Зоні діють «сталкери» — авантюристи, найманці та мисливці за артефактами, як одинаки, так і цілі збройні угруповання; головний герой гри Мічений — один із таких сталкерів, який втратив пам'ять і намагається на шляху до Зони з'ясувати, що з ним сталося.
«Тінь Чорнобиля», що спочатку носила назву Oblivion Lost (не плутати з S.T.A.L.K.E.R.: Oblivion Lost), задумана як науково-фантастичний проєкт на кшталт «Зоряна брама», створювалася як гра з відкритим світом; розробники мали намір помістити гравця в життя, що живе власним життям, — екосистему, в якій ігрові ситуації виникали б в результаті випадкової взаємодії різних складових. Гра була випущена після тривалого та утрудненого періоду розробки; багато амбітних, але важкоздійсненних задумів були згодом відкинуті. Будучи шутером від першої особи, гра також включає в себе елементи, більш характерні для комп'ютерних рольових ігор, в тому числі спілкування з неігровими персонажами, а також для жанру survival horror, нерідко намагаючись навіяти гравцю почуття страху та тривоги.
Гра отримала високі оцінки критиків: оглядачі особливо відзначали опрацьований світ гри та захоплюючий геймплей, хоч і вказували на велику кількість технічних проблем та нарікали на невиконані обіцянки розробників. «Тінь Чорнобиля» також виявилася комерційно успішною — по всьому світу було продано понад два мільйони копій гри. У 2008 році GSC Game World випустила в серії ігор S.T.A.L.K.E.R. гру-приквел S.T.A.L.K.E.R.: Чисте небо, а в 2009 — сиквел S.T.A.L.K.E.R.: Поклик Прип'яті; в 2024 — S.T.A.L.K.E.R. 2. У низці країн Східної Європи гра та її продовження набули культового статусу з появою згуртованих груп шанувальників: було створено велику кількість книг, об'єднаних спільним вигаданим світом гри, та користувальницьких модифікацій; проводилися різного роду фестивальні заходи та рольові ігри. Популярність «Тіні Чорнобиля» також спонукала інтерес до реальної Чорнобильської АЕС та індустріального туризму.
Жанр гри виробником визначається як «Survival-FPS» з елементами рольової гри: мається на увазі, поряд з елементами звичайного шутера, наявність постійно ворожого до гравця навколишнього середовища, що, відповідно, повинно істотно ускладнювати умови виживання. Крім того, для досягнення фіналу гравець змушений виконувати різні завдання, хоч і має певну свободу вибору.

## Заголовок
Повний заголовок гри в українськомовної локалізації «S.T.A.L.K.E.R.: Тінь Чорнобиля». Перші кілька років розробки назва гри планувалася як «S.T.A.L.K.E.R. Повне забуття» (англ. S.T.A.L.K.E.R.: Oblivion Lost), однак у лютому 2004 року, за рішенням видавця гри компанії THQ, назву змінили на «S.T.A.L.K.E.R.: Тінь Чорнобиля» (англ. S.T.A.L.K.E.R. Shadow of Chernobyl) оскільки видавець вважав новий заголовок комерційно успішнішим та милозвучнішим. Згодом у зв'язку з початком повномасштабної російсько-української війни у лютому 2022 року, розробники 6 березня 2024 року вирішили змінити підзаголовок гри для англомовної локалізації з «Shadow of Chernobyl» на «Shadow of Chornobyl», щоб відобразити український правопис міста Чорнобиль, а не російський. Ця зміна назви була оголошена у зв'язку з виходом для консолей Xbox та PlayStation оригінальної трилогії S.T.A.L.K.E.R. під назвою «S.T.A.L.K.E.R. Legends of the Zone Trilogy», де на додачу до перейменування «Shadow of Chernobyl» на «Shadow of Chornobyl» також було перейменовано «Call of Pripyat» на «Call of Prypiat».
Це оновлення підзаголовка на «Shadow of Chornobyl» також ставить у відповідність написання міста Чорнобиль англійською як Chornobyl між всіма іграми серії S.T.A.L.K.E.R., оскільки ще раніше розробники 14 березня 2022 року вирішили змінити підзаголовок гри для англійськомовної локалізації з «Heart of Chernobyl» на «Heart of Chornobyl».

## Ігровий процес
S.T.A.L.K.E.R. являє собою шутер від першої особи з відкритим світом; його геймплей також включає елементи, характерні для ігор інших жанрів — комп'ютерних рольових ігор, стелсів і survival horror. Ігровий процес постійно змінюється в залежності від поточної ситуації, і гравець може виконати одну й ту саму задачу різними способами. Проходження гри пов'язане з виконанням послідовності сюжетних завдань, які проводять гравця через основні локації у світі гри — від Кордону до ЧАЕС; частина цих завдань проходить у відкритому світі, а частина — у приміщеннях і підземеллях. Виконання деяких завдань дозволяє відкрити нові, раніше недоступні локації.

## Сюжет

### Фабула та світ
Дія відбувається в альтернативній реальності, де 12 квітня 2006 року о 14:33 на території Чорнобильської атомної електростанції з невідомої причини стався другий вибух. Він став причиною появи так званої «Зони», місця, всередині якого з'являються різноманітні аномальні явища (аномалії). Причини другого вибуху (перший стався у 1986 р.) на ЧАЕС невідомі. Бажаючи розслідувати ситуацію, уряд України посилає до Зони військові сили. Проте військова операція закінчується їхньою загибеллю. У результаті територію Зони було повністю огороджено, але в основних точках підходу побудовано блокпости. Таким чином, Зона стала об'єктом, що цілком охороняється.
За деякий час з території Зони починає приходити інформація про мутації тварин, а також про продукти аномалій — так звані артефакти, предметів з унікальними властивостями. Бажаючи заробити, деякі сміливці почали проникати на територію Зони з метою видобутку артефактів. Таких людей прозвали «сталкерами». Згодом сталкерство набуло значно більшого розмаху, але дослідженими є лише околиці Зони — спроби проникнути до її центру закінчуються невдачею. На даний момент у Зоні живуть дикі тварини й істоти, а також сталкери, бандити та військові.
Ігровий простір розділений на кілька локацій, між якими гравець може вільно переміщатися, проте не всі рівні доступні з самого початку гри. Деякі локації базуються на реально існуючих місцях, наприклад Прип'ять, Рудий ліс та Чорнобильська АЕС. У той час як реальна зона відчуження навколо ЧАЕС розташована в рівнинному Поліссі, в ігровій Зоні багато пагорбів з тунелями для поїздів: за допомогою непереборних «гір» розробники обмежили площу віртуального світу.

#### Пролог
Події гри розпочинаються 1 травня 2012 року. У нічну грозу через попадання блискавки розбивається вантажівка, що перевозить тіла мертвих людей угруповання «Моноліт». Вранці випадковий сталкер виявляє уламки вантажівки, і в ході їх обстеження знаходить єдиного головного героя. Бажаючи допомогти й отримати нагороду, сталкер відносить його до місцевого торговця Сидоровича. Той виявляє у головного героя татуювання «S.T.A.L.K.E.R.» і КПК з єдиним записом: «Вбити Стрільця».

### Дія гри

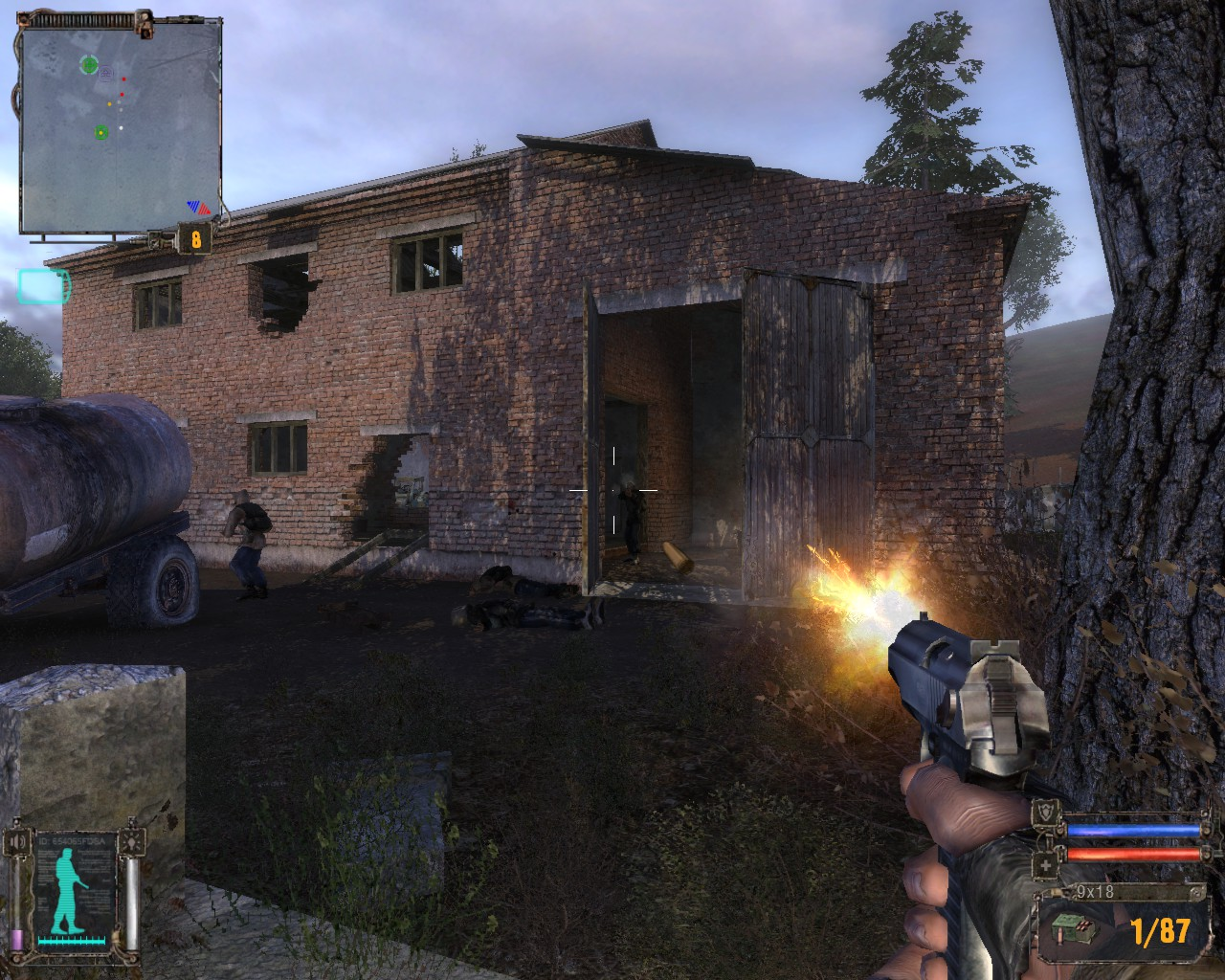
Перестрілка з бандитами на АТП

Прокинувшись у бункері торговця на Кордоні, головний герой не пам'ятає свого імені й минулого, тому Сидорович називає його Міченим через дивне татуювання на руці. З'ясовується, що головного героя перевозила одна з «вантажівок смерті» — це прозвані сталкерами вантажні автомобілі, які періодично з'являються із центру Зони, і, крім Міченого, в них ще нікого не знаходили живим.
Торговець каже головному герою, що йому доведеться відпрацювати свій порятунок. Міченому потрібно знайти сталкера на прізвисько Спритник. Він ніс Сидоровичу флешку з важливою інформацією і зник десь у районі залізничного мосту. Поговоривши з Вовком, командиром місцевого табору новачків, Мічений дізнається, що Спритник перебуває в полоні у бандитів на АТП. Перебивши всіх бандитів і звільнивши Спритника з полону, головний герой забирає в нього флешку та повертається до Сидоровича.
Сидорович пропонує допомогу у пошуках Стрільця, натомість Мічений викраде документи, явно пов'язані з центром Зони, які військові знайшли в будівлі колишнього НДІ «Агропром». Сидоровичу та іншим торговцям прохід у центр Зони потрібний для того, щоб знайти легендарний «Клондайк артефактів». Проникнути в центр Зони неможливо, тому що прохід туди наглухо перекриває «Випалювач мозку». Мічений погоджується та перетинає залізничний насип, який охороняють військові. Після цього Сидорович зв'язується з ним по рації і говорить, що сталкер на прізвисько Лис, який повернувся з глибокого рейду, поранений, і можливо, знає інформацію про Стрільця.
При зустрічі Лис каже, що деяку інформацію про Стрільця може знати Сірий, який зараз знахожиться на Звалищі. Після того як Мічений допомагає групі Сірого відбитися від групи бандитів, той повідомляє йому що Кріт, колишній дігер, відкопав у підземеллях НДІ «Агропром» щось пов'язане з групою Стрільця. Крота, що знаходиться на заводі «Агропром», головний герой рятує від військових, і той вказує на вхід до підземель «Агропрому». Мічений, принагідно відбиваючись від військових і мутантів, знаходить схованку, в якій була флешка, що використовувалася групою Стрільця як засіб для листування. Звідти Мічений дізнається: до групи Стрільця, крім нього самого, входили Привид та Ікло. Також є інформація про якогось спільного друга, який надавав значну допомогу групі. Згідно з повідомленням Привида, Ікло загинув, а Стрілець один пішов до центру Зони. Вибравшись із підземелля, Мічений виявляється просто на базі військових, де краде документи за завданням Сидоровича.
Дізнавшись про це, Сидорович радить одразу нести їх Бармену, який заправляє справами в сталкерському барі «100 рентген», що знаходиться на території колишнього заводу «Росток». Бармен, продивившись документи, повідомляє, що в документах згадується якась лабораторія під індексом X18, за описом схожа на підземні приміщення Темної долини, та у якій можуть бути ще додаткові документи. Для відкриття дверей лабораторії потрібні два електронні ключі. Перший Міченому дає сам Бармен, другий знаходиться у ватажка бандитів Кабана, у Темній долині. Проникнувши на базу бандитів, сталкер вбиває Кабана та забирає у нього другий ключ. Далі він пробирається до лабораторії та знаходить документи.
Сидорович повідомляє, що базу бандитів атакували військові та перекрили переходи на Звалище, але є стара дорога на Кордон. Мічений вибирається нею і відносить документи Бармену. Отримавши та вивчивши документи, Бармен дає наведення на ще одну частину документів, що знаходяться в лабораторії X16 біля озера та заводу Янтар. Сталкер проходить на «Дику територію», де бачить, як найманці збивають гелікоптер вчених. Рятуючи професора Круглова від найманців, сталкер із його допомогою виходить на мобільну лабораторію вчених. Їх начальник, професор Сахаров, знає місце розташування лабораторії та спосіб захисту від псі-випромінювання. Для останнього йому потрібні виміри випромінювання. Мічений проводить професора Круглова до місця вимірів, відбиваючись від мутантів та зомбі. Після закінчення вимірів відбувається «викид» — різкий сплеск радіоактивної, аномальної та псіонічної активності. Обидва герої виживають і повертаються до лабораторії.
Отримавши псі-шолом, здатний захистити сталкера від псі-випромінювання, Мічений вирушає на пошуки загиблого Васильєва, біля тіла якого знаходить КПК з координатами входу до лабораторії. Проникнувши туди, герой відключає установку, що генерує псі-випромінювання, і знаходить труп Привида. В його КПК є запис, з якого вбачається, що дехто Лікар може знати де знаходиться Стрілець, а де знаходиться сам Лікар, знає Провідник, з яким Привид збирався зустрітися на Кордоні. Також у Привида виявляються якісь документи. Мічений вибирається з лабораторії та відносить ці документи Бармену. У документах говориться, що Випалювач Мозку –– рукотворний і його можна відключити. Бармен дає сталкеру завдання: проникнути в пункт керування і вимкнути Випалювач.
Мічений знаходить Провідника на Кордоні, той повідомляє, що Лікар знаходиться у схованці групи Стрільця. Зустрівшись із Лікарем, герой довідується від нього, що він сам і є Стрілець, а легендарний «Виконавець бажань» — лише голограма. Ніхто з тих, хто дістався до нього, не повертався — мабуть, вони там і гинули. Лікар розповідає про схованку в Прип'яті, у якій знаходиться декодер, здатний відкрити таємничі двері в саркофазі.
Мічений вирушає на Армійські склади, де захищає Бар'єр від бійців угруповання «Моноліт». Потім він проникає в лабораторію і відключає Випалювач Мозку. Звістка про відключення Випалювача блискавично поширилася Зоною. Після цього вирушає до Прип'яті, де разом із загоном сталкерів-ветеранів, які вирішили пробитися до центру Зони, з боями проти «Моноліту» доходить до центру міста. Якщо гравець дізнався у Лікаря про своє минуле, то він може знайти схованку в номері 26 готелю «Полісся» — записку Стрільця і декодер, здатний відкрити секретні двері в саркофазі ЧАЕС.
Потрапивши на територію самої ЧАЕС, Мічений стикається з військовими, що ведуть штурм станції та загонами «Моноліту». Військові по рації оголошують про «викид», що наближається. Сталкер встигає пробратися до саркофагу до початку викиду. Усередині саркофага його закликає до себе «Виконавець бажань». Просуванню Міченого намагаються перешкоджати бійці «Моноліту».

### Кінцівки гри
Перед гравцем постає вибір: вирушити за покликом до Виконавця бажань або шукати секретні двері, що ведуть до таємниць Зони. Якщо гравець обрав перший шлях, Мічений знаходить Виконавця і загадує бажання, далі йдуть хибні кінцівки, під час яких герой гине.

#### Кінцівки за участю Виконавця бажань

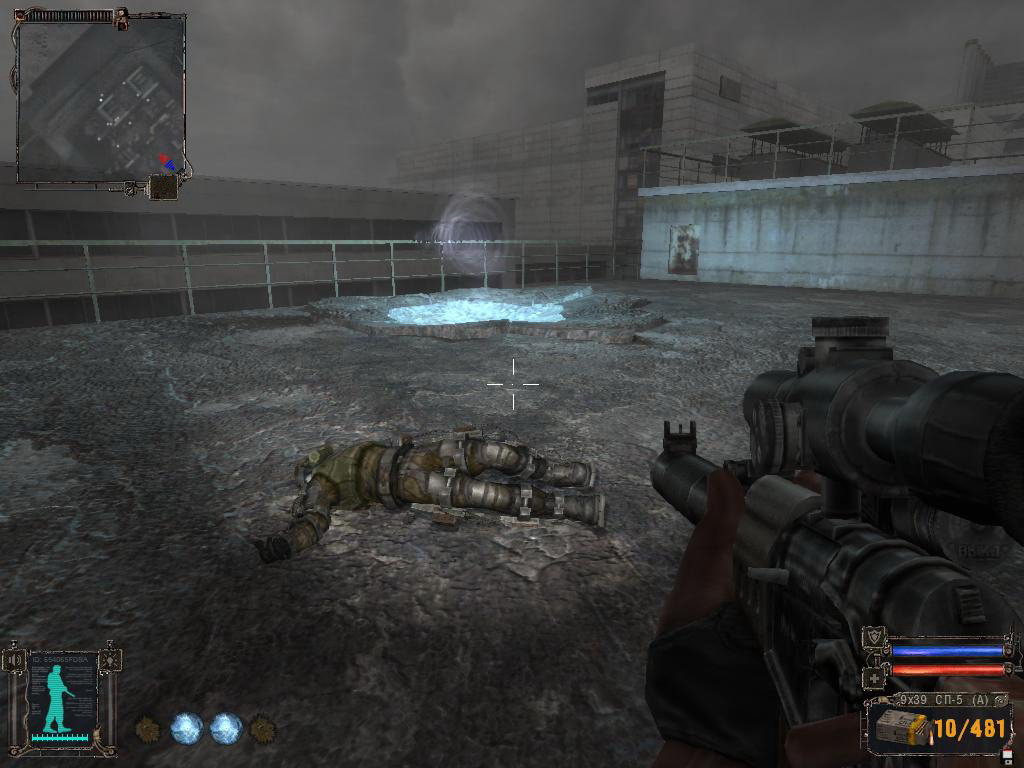
Головний герой перед входом у фінальний телепорт у «внутрішньому дворі» ЧАЕС, після чого слідує справжня кінцівка

Досягнення тієї чи іншої кінцівки визначається вибором та виконанням (або невиконанням) різних завдань, а також деякими показниками гравця (кількість грошей, рейтинг, репутація).
- «Влада» — Мічений хоче мати владу над усім, і його душа йде в Моноліт.
- «Багатство» — з даху сиплються гайки. Мічений, обдурений Монолітом, приймає їх за золоті монети, а потім руйнується дах, сталкер цього вже не бачить. В результаті герой залишається під завалом уламків.
- «Зникнення Людства» — Мічений загадує, щоб людство зникло, бо саме цього заслужило. Навколишній світ зникає в темряві після серії галюцинацій.
- «Зникнення Зони» — Мічений загадує, щоб Зона зникла. Сталкеру показують квітучий навколишній світ, але це ілюзія, а герой насправді сліпне.
- «Безсмертя» — Мічений повільно перетворюється на статую.

#### Кінцівки за участю «Усвідомлення»

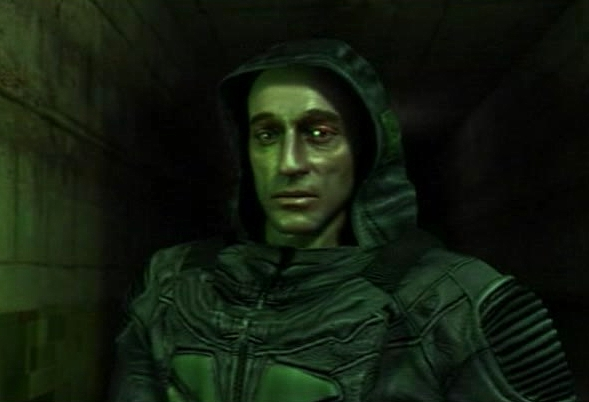
Стрілець у фіналі гри перед знищенням «Усвідомлення»

Якщо гравець виконав умови кінцівок за участю «Усвідомлення», він потрапляє до замкнених дверей, які відкриває за допомогою декодера. За нею знаходиться установка управління Виконавцем бажань, що охороняється монолітівцями, знищивши яку Стрілець викликав збій у системі. Збій змусив з'явитися голографічного представника «Усвідомлення», що відповів на питання сталкера.
«Усвідомлення» є групою вчених, що поставили за мету з'єднатися з ноосферою і спробувати керувати нею. Ця спроба не вдалася, стався пробій, і енергія ноосфери прорвалася на Землю, у зв'язку з чим утворилася Зона. Для забезпечення своєї безпеки «Усвідомлення» використовувало псі-установки та бійців «Моноліта». Кожен, хто намагається пройти до центру Зони, підпадає під їхній вплив, а потім проходить кодування за програмою «S.T.A.L.K.E.R.» для виконання певних завдань чи поповнює ряди монолітовців. Деяких закодованих вивозять на так званих «вантажівках смерті» до кордонів Зони. Після одного з походів до центру Зони, Стрілець став небезпечним для «Усвідомлення» і всі агенти отримали завдання на його вбивство. Через неясну помилку в програмі з кодування Стрілець сам опинився серед таких агентів. Гравцю надають вибір: приєднатися до проєкту, або відмовитись від вступу та знищити «Усвідомлення».
- Приєднання до групи «Усвідомлення» — Стрілець лягає в капсулу, до його тіла прикріплюються датчики. Капсула закривається. Далі йде сцена з Лікарем, який, стоячи на болотах, розмірковує про можливу долю Стрільця. Розсудивши, що Стрілець «з будь-якої колотнечі вибереться», Лікар разом зі своїм псом йдуть.

- Знищення «Усвідомлення» — Істинна кінцівка. Стрілець починає рух по надземним комунікаціям і блокам станції через систему телепортів до кінцевої мети. Після викиду на землі зберігається смертельний радіаційний фон. Просуванню заважають загони «Моноліту» та коливання землі. Стрілець потрапляє в приміщення з капсулами, в яких спочивають тіла учасників проєкту «Усвідомлення», і розстрілює їх. Сцена змінюється, крізь густі хмари пробивається сонячне світло, небо стає ясним. Показують світ, повний зелені, чується спів птахів. Стрілець оглядається, після чого лягає на землю в траву, водночас розмірковуючи про правильність свого вчинку:

Я не знаю, правильно я вчинив чи ні. Мабуть, ніколи не дізнаюсь. Але я зробив вибір. Сподіваюся, він був вірним. 
Він повертається набік і бачить злітаючу бабку, яка завмирає на мить і відлітає.

## Розробка

### Концепція
На ранньому етапі створення гри розробники розглядали різні концепції: від командного тактичного шутера Oblivion Lost, з дією в далекому майбутньому і декораціях пірамід індіанських народів центральної Мексики; до «S.T.A.L.K.E.R.: Oblivion Lost» і міксом «Мисливців на привидів» у Чорнобилі, фільму «Сталкер» і повісті «Пікнік на узбіччі».
В підсумку, основою гри «S.T.A.L.K.E.R.: Тінь Чорнобиля» стала Чорнобильська зона відчуження. А сюжет крутиться навколо напівдокументальних експериментів, теорій змови і протиборства спецслужб.
Ігровий дизайн побудований за принципом свободи дій і переміщень, як в «Elite», «Daggerfall» і «Fallout».

### Історія розробки
Проект розроблявся з 2001 до 2007 року. За цей час гра тричі змінювала свою назву, а разом із нею і свою сюжетну концепцію. Розробка гри почалася зі створення компанією GSC Game World в 2001 році ігрового рушія X-Ray Engine, що задовольняв би сучасні на ті часи вимоги. Розробники вирішили створити на цьому рушії проєкт під назвою Oblivion Lost. На початку вересня 2001 року інформація про гру була вперше опублікована. 13 листопада відбувся анонс гри: на офіційному сайті компанії була відкрита сторінка, на якій були опубліковані скріншоти, концепт-арти продукту, а також інформація про сюжет, особливості гри та її рушія. Згідно з однією із заяв від імені компанії, гра була анонсована через півтора роки після початку розробки рушія «X-Ray» і через півроку після початку її створення. Видавцем гри в країнах Східної Європи мала стати компанія Руссобіт-М, видавця в інших країнах світу на той час обрано не було.
Жанр гри в той час визначався як командний науково-фантастичний 3D-екшен, сюжет її був схожий на фільм «Зоряна брама» і ніяк не пов'язаний з Чорнобилем. Одна зі збірок цієї версії Oblivion Lost — № 1096 — несанкціоновано потрапила у вільний доступ до Інтернету. Ця збірка грабельна, містить одну карту, і в основі її сюжету — занедбані будівлі ацтеків.
На початку 2002 року команда планувала відвідати Крим для підготовки матеріалів, але в цей же час Григорович переглянув документальний фільм про аварію на Чорнобильській АЕС і вирішив перенести гру в Зону відчуження в Київській області. У 2002—2003 роках співробітники GSC двічі з'їздили в зону відчуження та відзняли фотоматеріал. Перша поїздка виявилася неуспішною: розробників не пропустили на межі зони, до другої поїздки команда отримала дозвіл на відвідування. Екскурсії виявилися важливим джерелом натхнення для створення гри; розробники заявляли, що під час прогулянки зоною відчуження вони відчули похмуру атмосферу цього місця і вирішили пізніше реалізувати її в грі. Творці пообіцяли, що значна частина ігрового світу базуватиметься на реальній зоні відчуження, відзнятій на фотографіях, зроблених за дві поїздки. Відповідно до слів Юрія Бесараба, PR-менеджера GSC Game World: «Коли ми розпочинали розробку, ми хотіли створити сценарій „а що, якщо“, заснований на реальних і дуже жахливих подіях 1986 року, коли вибухнув четвертий енергоблок у Чорнобилі». 11 квітня 2002 року був опублікований прес-реліз нового ігрового процесу та сюжету.
У березні до команди приєднався Дмитро Ясенєв і почалася розробка рушія штучного інтелекту під назвою A-Life. Інша команда продовжила працювати над контентом для гри, у тому числі з'явилися перші судна[прояснити]. Наприкінці березня 2002 року команда оголосила про перезапуск розробки та зробила повноцінний анонс S.T.A.L.K.E.R.: Oblivion Lost.
Незадовго до зміни концепції гри розробники вирішили замінити її назву. 26 березня 2002 року, до прес-релізу про нову ігрову концепцію, було опубліковано трейлер гри, в якому вказано її новий заголовок — S.T.A.L.K.E.R.: Oblivion Lost. 27 березня компанія GSC Game World офіційно оголосила про зміну назви продукту. Спочатку розглядався варіант заголовка Stalker: Oblivion Lost, однак розробники не змогли отримати авторські права на слово Stalker. Значення назви не розголошувалося — творці обіцяли, що його можна буде зрозуміти безпосередньо в ході гри. Також 27 березня розробники анонсували передбачуваний час появи гри — початок 2003 року. У квітні інформація про реліз була уточнена — третій квартал 2003 року.
Під час розробки гри, над якою працювало 160 осіб, GSC Game World активно публікувала її скріншоти. У листопаді 2002 року розробниками було опубліковано відео, що демонструє якість зображення, роботу рушія X-Ray та елементи геймплею, в тому числі процес керування грабельним транспортним засобом. Раніше, у другій половині жовтня того ж року було відкрито офіційний сайт гри S.T.A.L.K.E.R.: Oblivion Lost. Технічним партнером GSC Game World на той час була компанія Nvidia, і розробники обіцяли включити в гру підтримку шейдерних можливостей нової лінійки графічних процесорів GeForce FX.
7 травня 2003 року був офіційно оголошений світовий видавець S.T.A.L.K.E.R.: Oblivion Lost — американська компанія THQ, іншими претендентами були Activision, Ubisoft, Codemasters, Vivendi, Eidos та інші. Компанія GSC Game World підписала контракт з THQ на видання гри у всьому світі, за винятком пострадянського простору, де гру повинна була видавати інша компанія. Американський видавець відправив в Україну свого продюсера, Діна Шарпа, щоб той контролював розробку та стежив за грошима видавництва. Час релізу гри було перенесено на другий квартал 2004 року.
У лютому 2004, за рішенням компанії THQ, назва гри була офіційно змінена на «S.T.A.L.K.E.R.: Тінь Чорнобиля». Причиною зміни назви стало те, що видавець вважав новий заголовок успішнішим комерційно і більш звучним. Незважаючи на стару робочу назву, заголовок «S.T.A.L.K.E.R.: Тінь Чорнобиля» був відомий ще 2003 року, коли з'явився в офіційному трейлері гри.
У зв'язку з переходом на новий рендер[уточнити] гра в термін не вийшла, і в липні 2004 року THQ офіційно оголосила про перенесення дати релізу на 2005 рік.
До вересня 2004 року перевага гри стала її ж бідою. Випробування складання показали, що симуляція життя непередбачувана:
Почалися плейтести, і тут на нас чекає неприємний сюрприз. З одного боку, ми отримали приголомшливе відчуття живого світу. З іншого боку ми зрозуміли, що гра, яка знаходиться повністю під управлінням симуляції життя без сюжетної послідовності подій, непередбачувана і некерована з погляду геймдизайну. Подій було щось занадто багато, потім довго могло нічого не відбуватися. Часто виникали ситуації, коли не було ясно, куди йти і що далі робити. Це був грабельний білд, найбільш близький до концепції freeplay.

[вкажіть автора]
Розробники усвідомили необхідність доопрацювання гри, почав формуватися сюжет.
У лютому 2005 року GSC знову змінила дату релізу на невизначений термін, сказавши при цьому: «When it's done» (англ. Коли буде готово). Розробники повністю поринули в доопрацювання та «упокорення» системи A-Life, яка була надто самостійною та безконтрольною, з нею складно було створювати повноцінний сюжет і вона негативним чином впливала на геймдизайн. Крім цього, великі зміни відбулися в геометрії рівнів, повністю перероблені кілька локацій. У травні було детально опрацьовано сюжет, що залишився без змін до самого релізу. До кінця року гра була практично готова, було безліч особливостей, пізніше вирізаних. Кількість помилок знову змусила перенести реліз.
На початку 2006 в команді стався розкол і частина ключових співробітників пішла зі студії, зокрема керівник розробки Андрій Прохоров. Вихідці з GSC Game World заснували власну студію, 4А Games, і розпочали розробку Metro 2033.
У 2006 році розпочалася остання стадія розробки: оптимізація та бета-тестування. Наприкінці січня GSC розіслала електронного листа з оновленням інформації про статус гри. Однак ламана англійська мова стала причиною певного конфузу із тим, як далеко просунулась розробка. 3 лютого 2006 компанія THQ оголосила, що гра має вийти в першому кварталі 2007 року. За кілька місяців дата стала більш конкретною — березень 2007 року. У березні 2006 було ухвалено рішення доопрацювати DX9, що дещо відсунуло реліз. Місяці, що залишилися, GSC ретельно допрацьовували гру і перевіряли на наявність усіляких багів і різних помилок гри. Незадовго до релізу один з ігрових сайтів опублікував прев'ю S.T.A.L.K.E.R.: Shadow of Chernobyl, де було зазначено, що з гри «зникли повільні зомбі і зграї щурів», але в цілому проєкту давалася позитивна оцінка. Серед фанів з'явилася хвиля тривоги з приводу зниклого з гри контенту, заявленого раніше, але жодних коментарів від GSC не надійшло.
За словами продюсера гри Діна Шарпа, недосвідченість студії з такими великими проєктами стала причиною всього того виробничого пекла, через яке гра пройшла за 6 років своєї розробки. Розробники додавали надто багато механік, які не могли реалізувати. Одного разу він просто пообіцяв припинити фінансування, якщо GSC не досягнуть конкретних ключових точок.

### Розробка геймплею та ігрового світу

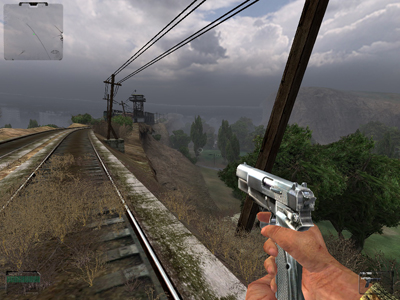
Локація Кордон у збірці 1154

У першому прес-релізі остаточної ігрової концепції, опублікованому 11 квітня 2002 року, розробники анонсували величезний нелінійний ігровий світ, що складається з двадцяти локацій, середній розмір кожної з яких — кілометр на кілометр. Також були анонсовані кілька видів аномальних зон (які у своїй первісній концепції до релізу майже повністю не дійшли), артефакти, сталкери, вчені та торгівці, а також один із видів тварин Зони — щури та докладний опис їхньої ролі у грі (інформація про решту мутантів не розголошувалась). Була також обіцяна можливість купівлі-продажу спорядження.
Із самого початку створення гри про Зону відчуження Чорнобильської АЕС її розробники вирішили дотримуватися максимальної реалістичності геймплею та ігрового світу. У травні 2002 року генеральний директор GSC Сергій Григорович пообіцяв, що розвиток подій на рівнях та життєдіяльність персонажів ґрунтуватиметься на умовах їхнього життя, на агресивності флори та фауни, на впливі сюжету гри та на взаємодії персонажів між собою. Тоді ж були анонсовані викиди — небезпечні психоенергетичні спалахи з центру Зони, під час яких усі сталкери та мутанти повинні сховатися в укриття, а після них у Зоні з'являються нові артефакти. Крім того, з'явилася інформація про транспортні засоби, якими міг би керувати гравець; ця інформація була підтверджена трейлером, який вийшов у листопаді 2002 року.
З новим прес-релізом першими були розроблені дві ігрові території. Перша — ранній варіант локації Кордон, обмежений вертикальними скелястими схилами, головною пам'яткою якого був завод, пізніше видалений з фінальної версії гри. Один із наближених до GSC людей зазначив, що моделювали локацію, орієнтуючись на деякі місцевості Криму. Другою локацією став НДІ «МедПрилад», який згодом був перероблений в НДІ «Агропром».
У 2004 році з'явилися локації ЧАЕС, Мертве місто, Звалище, Завод «Росток», Радар, Прип'ять і Генератори. Змодельовано зміну часу доби з динамічною погодою та систему симуляції A-Life.
До вересня 2004 збирається практично повноцінна гра: можна прогулятися локаціями, симуляція життя працює на повну силу.

### Публічні заходи
Демонстраційна версія S.T.A.L.K.E.R.: Oblivion Lost була показана на Game Developers Conference у березні 2003 року. Гра демонструвалася на стенді Nvidia. Журналісти дуже позитивно оцінили гру, особливо, її графічний рушій, який міг генерувати більше 2 млн полігонів у кадрі. Захоплені відгуки отримала ключова особливість гри — система симуляції життя, яка керувала всіма персонажами.
У травні 2003 року продукт був продемонстрований на виставці Electronic Entertainment Expo (E3) в Лос-Анджелесі. Гра була представлена у трьох місцях: на стенді GSC у Kentia Hall, на стенді THQ (тільки для запрошених відвідувачів) та на презентації технологій Nvidia. Трейлер, показаний на виставці, демонструє передісторію гри, відображає ігровий світ, а також елементи ігрового процесу, зокрема битву з видаленими з остаточної версії гри щурами. Розробниками було здійснено кілька демонстрацій: одні відображали вміст рівнів, серед яких були абсолютно нові локації, включаючи Чорнобильську АЕС площею 5 квадратних кілометрів; інші демонстрували роботу фізичного рушія. Крім того, на виставці була показана симуляція життя, а також якість рендерингу на основі нової, дев'ятої версії DirectX, підтримку якої планувалося включити до гри.
У серпні 2003 пре-альфа версія S.T.A.L.K.E.R. увійшла до виставки European Computer Trade Show (ECTS), де демонструвалася на стенді THQ. Демонстраційною версією гри керував старший PR-менеджер компанії GSC Game World Олег Яворський. У рамках презентації була показана нелінійність гри, робота штучного інтелекту, геймплейні особливості головного героя (їжа, сон, можливість пити горілку і вживати ліки від радіації, керування транспортними засобами), а також зміна дня і ночі.
У жовтні 2003 розробники представили свій продукт на заході NVIDIA's Editor's Day. Як і на ECTS, керував демоверсією Олег Яворський. Він продемонстрував, зокрема, динаміку зміни дня та ночі (для наочності прискорюючи ігровий час у кілька разів). Крім того, були розглянуті всі інші особливості та характеристики гри.
У продемонстрованих на заходах трейлерах гра була представлена в режимі від третьої особи; це зроблено для того, щоб показати, що трейлер дійсно є ігровим процесом, а не спеціально створеним відео. Розробники пообіцяли, що релізна версія не матиме режиму гри від третьої особи. Обіцянка була виконана не повністю — релізна версія гри має недокументовану можливість встановлення виду від третьої особи.

### Вихід та підтримка гри
Незадовго до виходу гра просочилася в Інтернет: будучи опублікованою на одному з файлообмінників, вона швидко розійшлася по Інтернету і багато хто міг пограти вже за кілька днів до виходу, датою якого було 23 березня. THQ та GSC Game World активно намагалися перекрити витік.
20 березня 2007 року гра була офіційно випущена. Незабаром з'явився перший патч, що оновлює гру з версії 1.0000 до 1.0001 і усуває безліч багів та недоліків. Для версії 1.0006 розробники випустили мульти-патч v.2, який дозволяє включити вертикальну синхронізацію та виправляє виліт на вікні списку серверів у мережевій грі.
14 липня 2019 року випущено бета-версію офіційного патчу 1.0007.
Є велика кількість неофіційних модифікацій гри. Серед них глобальні, графічні та сюжетні.

## Графічний рушій

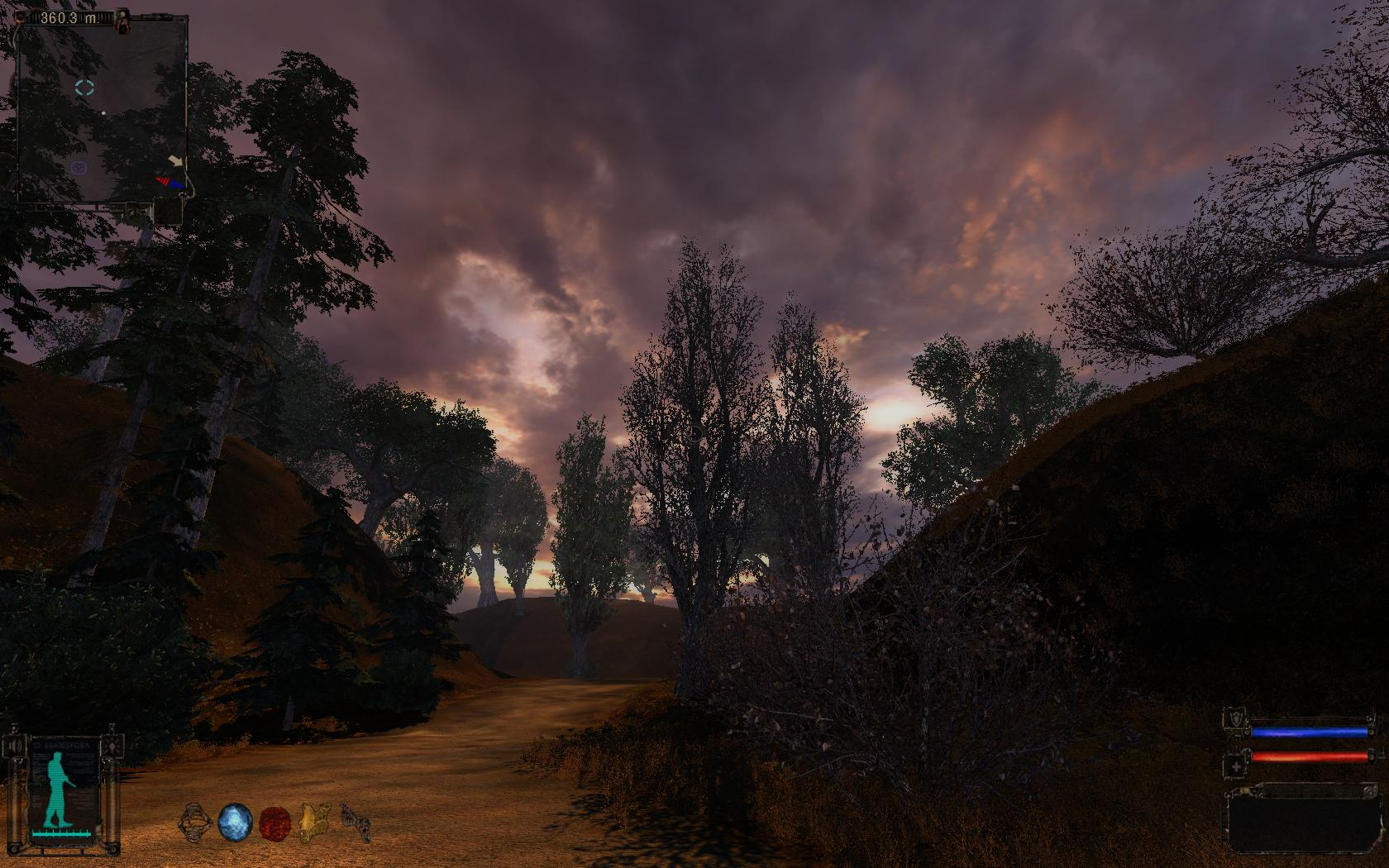
Скріншот, що демонструє можливості ігрового графічного рушія після включення anti-aliasing